# Кобзев, Василий Гаврилович
Василий Гаврилович Кобзев (1913 — ?) — советский партийный и государственный деятель, председатель Белгородского облисполкома (1960—1962).

## Биография
- 1946 г. — первый секретарь Фатежского городского комитета ВКП(б) (Курская область),
- 1951—1956 гг. — первый секретарь Белгородского городского комитета ВКП(б)/КПСС (Курская область),
- 1957—1960 гг. — секретарь Белгородского областного комитета КПСС,
- 1960—1962 гг. — председатель исполнительного комитета Белгородского областного Совета.

Делегат XXII съезда КПСС. 
В январе 1963 г. был назначен председателем Партийной комиссии при Белгородском промышленном областном комитете КПСС.